# Reprezentacja Belgii U-21 w piłce nożnej mężczyzn
Reprezentacja Belgii U-21 w piłce nożnej – młodzieżowa reprezentacja Belgii sterowana przez Belgijski Związek Piłki Nożnej. Jej największym sukcesem jest dotarcie do półfinału Mistrzostw Europy U-21 2007 oraz czwarte miejsce na Igrzyskach Olimpijskich 2008.
W 1976 roku UEFA wprowadziła nowe zasady w odniesieniu do młodzieżowych reprezentacji piłkarskich – drużyny do lat 23 zostały zastąpione przez zespoły do lat 21. "Young Devils" po raz pierwszy w Mistrzostwach Europy U-21 wystąpili na Euro 2002, jednak zostali wówczas wyeliminowani już w rundzie grupowej. Turniej rozpoczęli od zwycięstwa 2:1 z Grecją, jednak następnie zanotowali dwie porażki – 1:0 z Czechami i 2:0 z Francją. Kolejnymi mistrzostwami z udziałem Belgów było Euro 2007. Podopieczni Jean-François De Sarta na imprezie tej zajęli drugie miejsce w swojej grupie z jednym zwycięstwem i dwoma remisami na koncie, a w półfinale przegrali 2:0 z Serbią 2:0.
W 2008 roku młodzieżowa reprezentacja Belgii po raz pierwszy w swojej historii wzięła udział w Igrzyskach Olimpijskich. W pierwszym spotkaniu grupowym przegrała 1:0 z Brazylią, a po czerwonych kartkach dla Vincenta Kompany'ego i Marouane Fellainiego mecz kończyła w dziewiątkę. Następnie Belgowie po golach Moussy Dembélé i Kevina Mirallasa wygrali 2:0 z Chinami, a po trafieniu Farisa Harouna zwyciężyli 1:0 z Nową Zelandią. "Young Devils" wyszli z grupy z drugiej pozycji i w ćwierćfinale pokonali 3:2 Włochy. Dwie bramki dla Belgów strzelił wówczas Dembélé, a jednego gola zdobył Mirallas. W półfinale Belgowie przegrali 4:1 z Nigerią, a honorowe trafienie zanotował Laurent Ciman. W pojedynku o brązowy medal "Young Devils" ponieśli porażkę 3:0 z Brazylią i ostatecznie na igrzyskach zajęli czwarte miejsce.

## Występy w ME U-23
- 1976: Nie zakwalifikowała się

## Występy w ME U-21
- 1978: Nie zakwalifikowała się
- 1980: Nie zakwalifikowała się
- 1982: Nie zakwalifikowała się
- 1984: Nie zakwalifikowała się
- 1986: Nie zakwalifikowała się
- 1988: Nie zakwalifikowała się
- 1990: Nie zakwalifikowała się
- 1992: Nie zakwalifikowała się
- 1994: Nie zakwalifikowała się
- 1996: Nie zakwalifikowała się
- 1998: Nie zakwalifikowała się
- 2000: Nie zakwalifikowała się
- 2002: Faza grupowa
- 2004: Nie zakwalifikowała się
- 2006: Nie zakwalifikowała się
- 2007: Półfinał
- 2009: Nie zakwalifikowała się
- 2011: Nie zakwalifikowała się
- 2013: Nie zakwalifikowała się
- 2015: Nie zakwalifikowała się
- 2017: Nie zakwalifikowała się
- 2019: Faza grupowa

## Występy na Igrzyskach Olimpijskich
- 1992: Nie zakwalifikowała się
- 1996: Nie zakwalifikowała się
- 2000: Nie zakwalifikowała się
- 2004: Nie zakwalifikowała się
- 2008: Czwarte miejsce

## Trenerzy
- 1989-1999: Ariel Jacobs
- 1999-2011: Jean-François De Sart
- od 2011- : Francky Dury